# Ulrichskirche (Eberstadt)

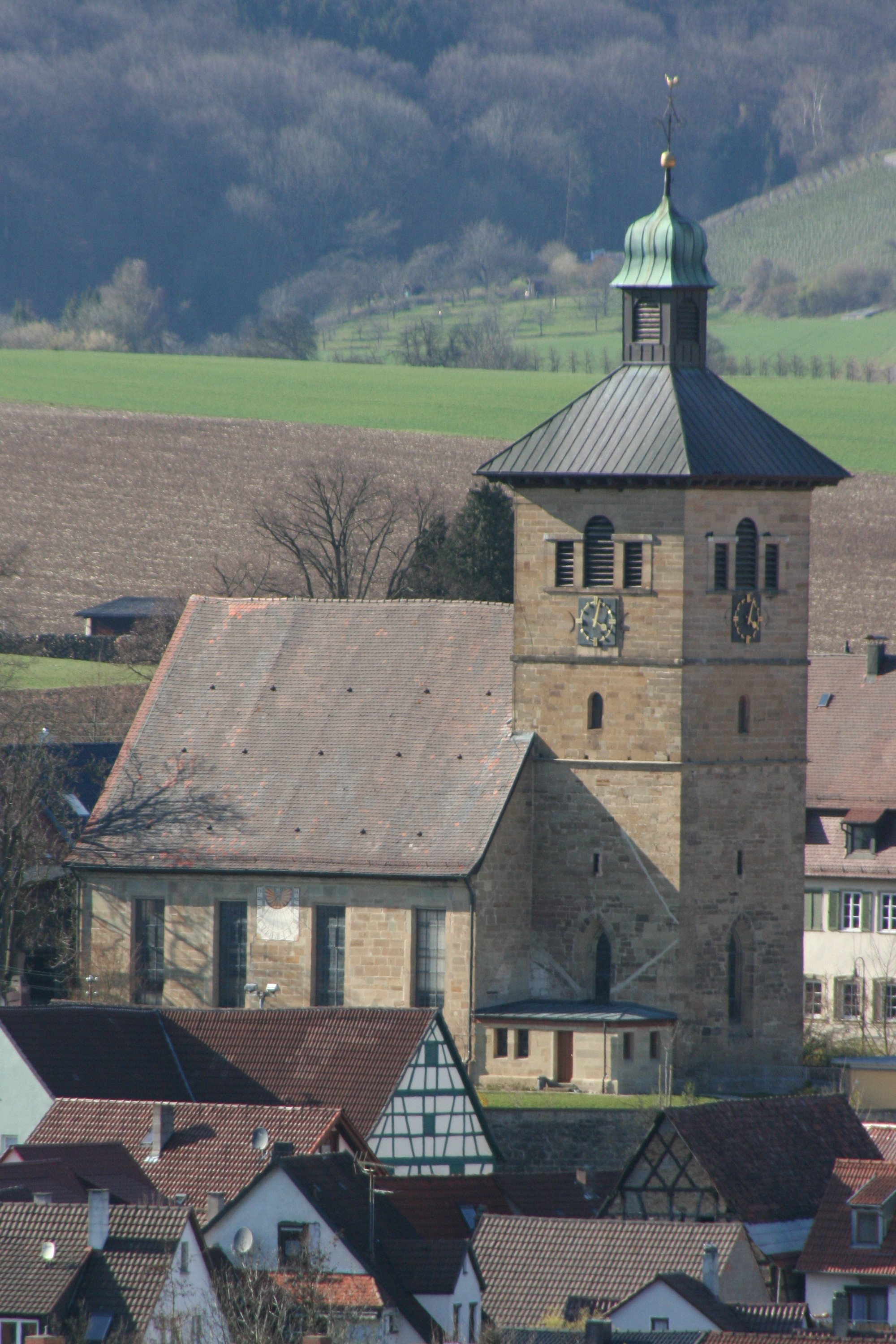
Die Ulrichskirche von Südosten

Die Ulrichskirche ist die Pfarrkirche der evangelischen Kirchengemeinde in Eberstadt im Landkreis Heilbronn im nördlichen Baden-Württemberg. Die hochgotische Chorturmkirche wurde anstelle eines romanischen Vorgängerbauwerkes ab 1477 erbaut und im Laufe der Jahrhunderte mehrfach erweitert und umgebaut. Die Kirche, die bis 1964 Lukaskirche hieß, gilt als bedeutendstes Kunstdenkmal Eberstadts.

## Beschreibung

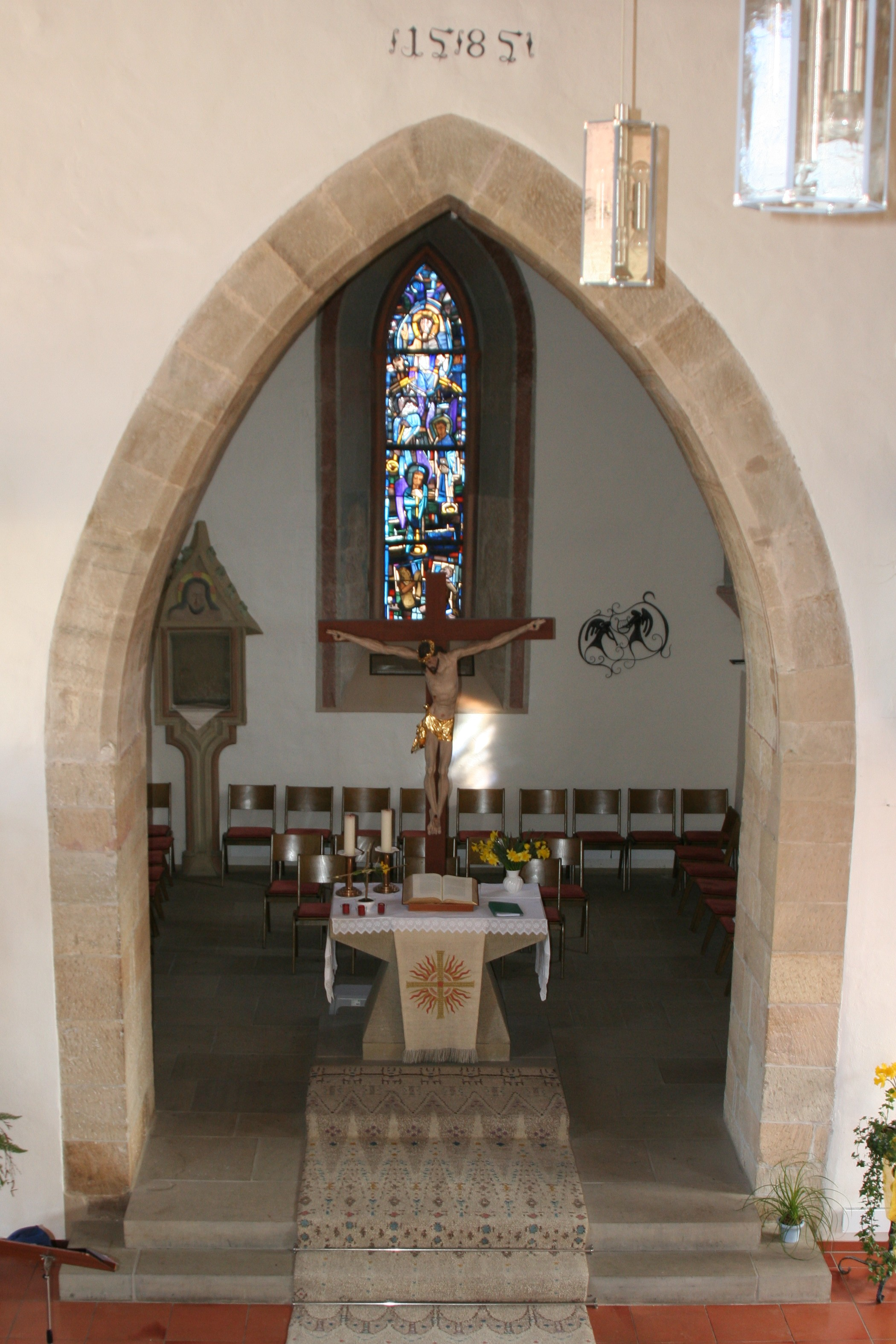
Blick in den Chor von der Westempore

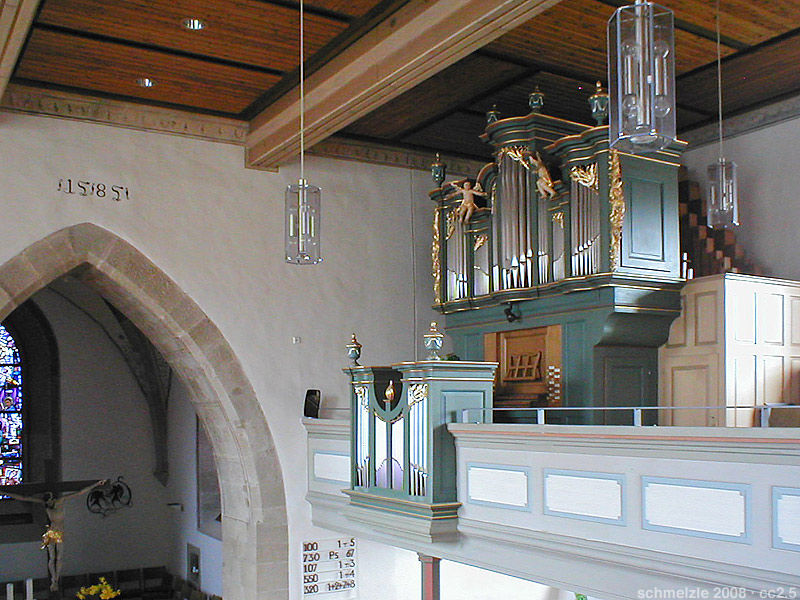
Orgel auf der südlichen Empore

Die Ulrichskirche liegt in der alten Ortsmitte Eberstadts unmittelbar neben dem Rathaus auf einem kleinen Hügel, der sich etwa 15 Meter über die Talsohle des Eberbachtals erhebt. Der Kirchberg wird von einer hohen Wehrmauer abgestützt. Bei Aushebung eines Heizungskellers wurden 1951 unter der Kirche Überreste einer jungsteinzeitlichen Herdstelle der Rössener Kultur gefunden. Südlich der Kirche befindet sich auf dem Kirchhof innerhalb der Wehrmauer das Eberstädter Ehrenmal für die Toten der Kriege. Das evangelische Pfarrhaus Eberstadts liegt gegenüber der Kirche im Norden.
Die Kirche ist in Ost-West-Richtung ausgerichtet. Im Osten befindet sich der viereckige Chorturm, der seine heutige Gestalt in mehreren Baustufen erhielt. Vermutlich von 1477 stammt das hochgotische Untergeschoss mit jeweils einem Spitzbogenfenster an den drei Außenseiten, das im Inneren den Chor beherbergt. 1628 wurde der Turm um das zweite Stockwerk mit Fenstern im rundbogigen Renaissance-Stil erhöht; das dabei neben dem württembergischen Wappen am Turm in Stein gehauene Eberstädter Wappen ist dessen älteste bekannte Darstellung. Ein abschließender, achteckiger Aufbau aus Holz wurde 1816 bei einem Unwetter zerstört und 1821 durch einen weiteren viereckigen Steinaufbau mit einfachem Dach und aufgesetzter Laterne ersetzt; zugleich wurde eine Turmuhr eingebaut. Südlich an den Turm ist die 1952 erneuerte Sakristei angebaut.
Das westlich anschließende Kirchenschiff mit Hauptportal im Westen wurde 1584 bis 1586 vergrößert und spätmanieristisch erneuert. Der Innenraum wurde 1961 bis 1963 unter Leitung der Architekten Hannes Mayer und dann Heinz Klatte grundlegend umgestaltet; zwei Emporen im Süden und Norden wurden abgebrochen, es verblieb die größere Westempore. Auf einer neuen, kleineren südlichen Empore fand die Walcker-Orgel von 1789 (1898 und 1936 umgebaut und erweitert, 1986 durch eine Kern-Orgel ersetzt) ihren Platz. Die barocke Kanzel von 1728, zuvor auf der rechten Seite des Kirchenraums angebracht und nur von der Sakristei aus zugänglich, wurde nach links versetzt.
Zum Chor im Untergeschoss des Turms leitet ein Triumphbogen über, die Jahreszahl 1585 darüber erinnert an die Erneuerung des Kirchenschiffs. Das Kreuzgewölbe des Chors ist mit den Zeichen der vier Evangelisten ausgemalt, die Malereien stammen vermutlich aus dem späten 16. Jahrhundert. Die heutigen Chorfenster wurden bei der Renovierung in den 1960er-Jahren ergänzt.

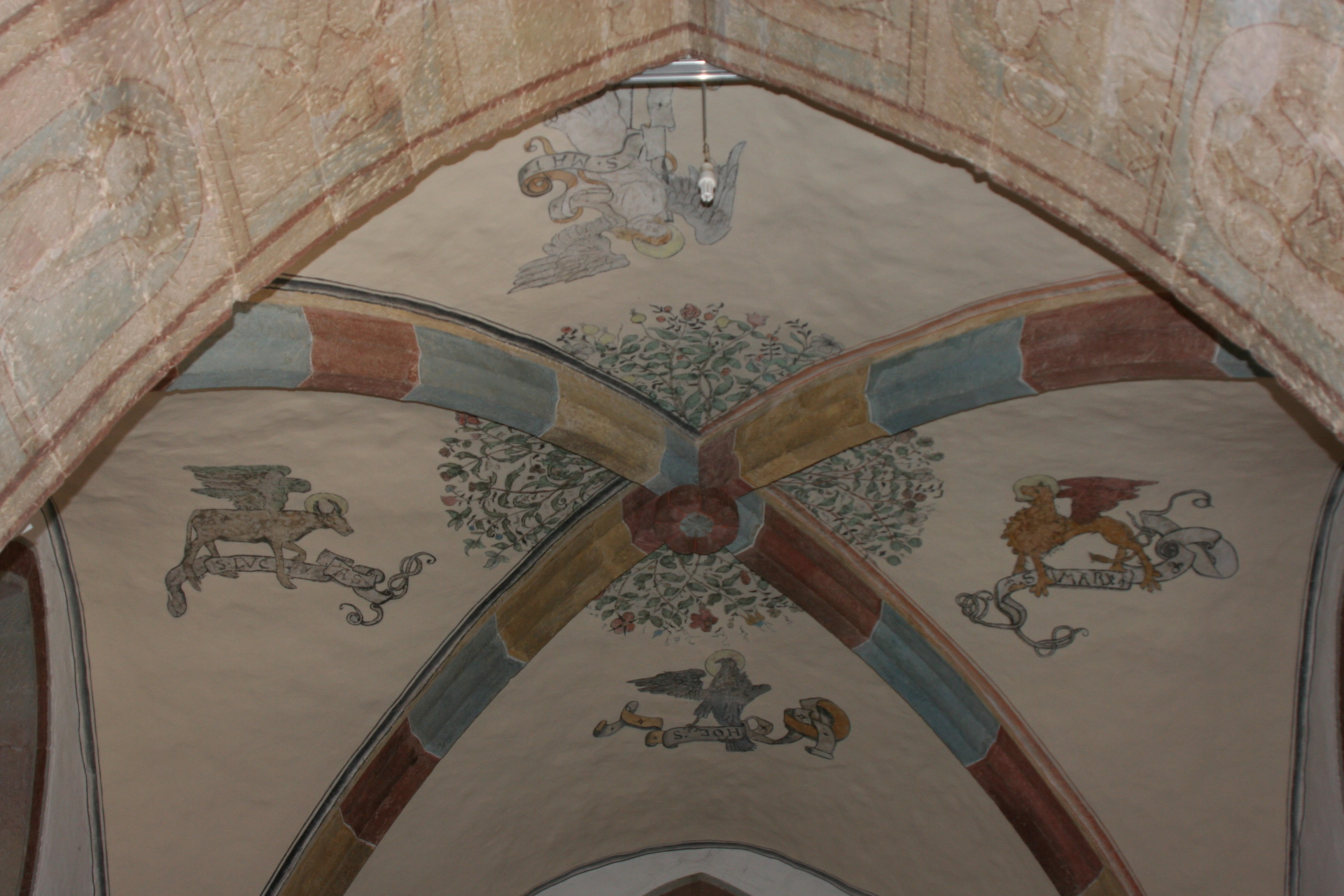
Kreuzgewölbe des Chors mit den Zeichen der vier Evangelisten

### Glocken
Das Geläut der Eberstädter Kirche bestand lange Zeit aus zwei oder drei Glocken in einem eichenen Glockenstuhl. Eine dieser Glocken, die mittelgroße oder 11-Uhr-Glocke, stammte von 1457 und damit wahrscheinlich noch aus dem 1477 abgebrochenen romanischen Vorgängerbauwerk der heutigen Kirche. Als im Dreißigjährigen Krieg am 21. August 1645 das Hauptquartier der französischen Truppen unter Marschall Turenne im nahen Willsbach Halt machte, sollen die Eberstädter Bürger diese Glocke rasch vom Turm geholt und vergraben haben, weshalb sie erhalten blieb, während eine andere, größere Glocke entweder abgeliefert oder zur Begleichung von Kontributionen (Kriegsumlagen) verkauft werden musste.
1652 wurde diese große Glocke durch die neue, 850 kg schwere und von Wolfgang Roth in Nürnberg gegossene 12-Uhr-Glocke ersetzt. 1831 ergänzte eine kleine, bei der Glockengießerei Bachert in Kochendorf gegossene Glocke das Geläut, das ab 1910 in einem eisernen Glockenstuhl hing. Schon 1917, während des Ersten Weltkriegs, musste die Glocke von 1831 wieder abgegeben werden, während die anderen Glocken ihres historischen Wertes wegen nicht beschlagnahmt wurden. 1921 versagte die 11-Uhr-Glocke nach 464 Jahren ihren Dienst. Sie und die beschlagnahmte Glocke wurden im selben Jahr durch zwei neue Bachert-Glocken ersetzt. Im Zweiten Weltkrieg wurden erneut zwei Glocken beschlagnahmt, nur die kleinste blieb verschont. Die Glocke von 1652 wurde im Januar 1948 zurückgegeben. Im November 1959 wurden drei neue, bei Bachert in Heilbronn gegossene Glocken ergänzt, so dass das Geläut seitdem fünf Glocken aufweist.
| Name          | Gießer, Gussjahr               | Schlag- ton | Gewicht (kg) | Inschrift                                                         | Symbol                                                      |
| ------------- | ------------------------------ | ----------- | ------------ | ----------------------------------------------------------------- | ----------------------------------------------------------- |
| Betglocke     | Alfred Bachert, Heilbronn 1959 | es’ +6/16   | 1 302        | Betet an den Herrn in heiligem Schmuck (Psalm 96, 9)              | Göttliche Dreieinigkeit                                     |
| Schiedglocke  | Wolfgang Roth, Nürnberg 1652   | f’ +8/16    | 850          |                                                                   |                                                             |
| Kreuzglocke   | Alfred Bachert, Heilbronn 1959 | as’ +8/16   | 500          | Lasset uns aufsehen auf Jesus (Hebr. 12, 2)                       | Kreuzigung Christi                                          |
| Zeichenglocke | Alfred Bachert, Heilbronn 1959 | b’ +8/16    | 334          | Selig sind, die das Wort Gottes hören und bewahren (Lukas 11, 28) | Ulrichskirche mit Α und Ω sowie Symbol des Heiligen Geistes |
| Taufglocke    | Gebr. Bachert, Kochendorf 1921 | c’’ +6/16   | 299          |                                                                   |                                                             |

## Geschichte

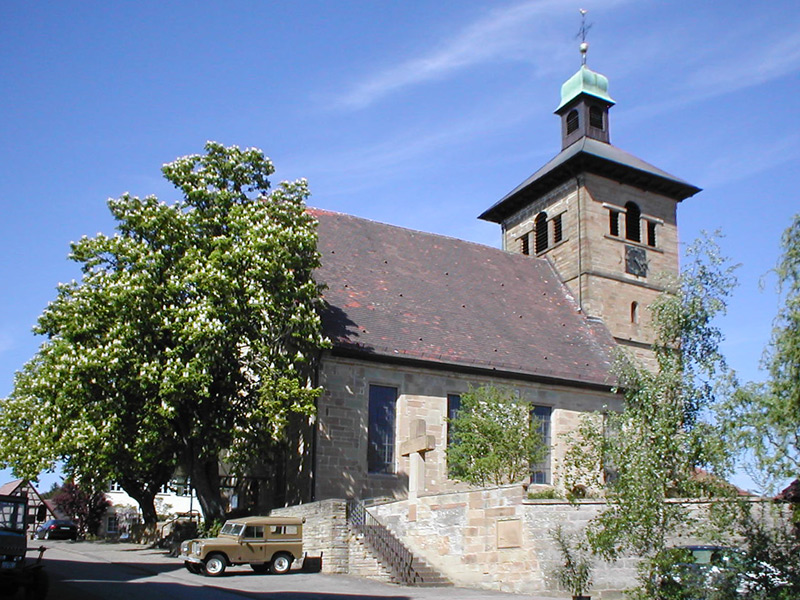
Ansicht von Südwesten

Grabungsfunden zufolge bestand am selben Platz wie die heutige Kirche eine vermutlich im Zeitraum 1000 bis 1150 erbaute romanische Kapelle. 1247 wurde diese Kirche erstmals urkundlich erwähnt: Papst Innozenz IV. bestätigte am 11. Dezember in einer Bleibulle dem Stift Oberstenfeld seine Besitztümer, darunter auch das Patronatsrecht der Eberstädter Kirche, die damals dem Evangelisten Lukas geweiht war. Aus einer weiteren Urkunde Innozenz’ IV. vom 23. Dezember 1249 geht hervor, dass die Pfarrei Eberstadt zur Diözese Würzburg gehörte.
Nach Abbruch der romanischen Kirche wurde im 15. Jahrhundert ein größerer Bau errichtet; der Baubeginn war einer Inschrift an der Nordseite des Turmes zufolge vermutlich 1477. Aus dieser Zeit stammt das Untergeschoss des Kirchturms mit den drei gotischen Spitzbogenfenstern. 1584 bis 1586 wurde das Kirchenschiff vergrößert und erneuert, 1596 ein neuer Friedhof außerhalb des Ortes im Nordwesten angelegt; der bisher zu diesem Zweck genutzte Kirchhof war zu eng geworden. 1628 wurde der Turm um das zweite Stockwerk mit Fenstern im rundbogigen Renaissance-Stil erhöht. 1803 endete nach über 550 Jahren das Patronat des Stiftes Oberstenfeld über die Eberstädter Kirche, an seine Stelle trat die württembergische Oberkirchenbehörde.

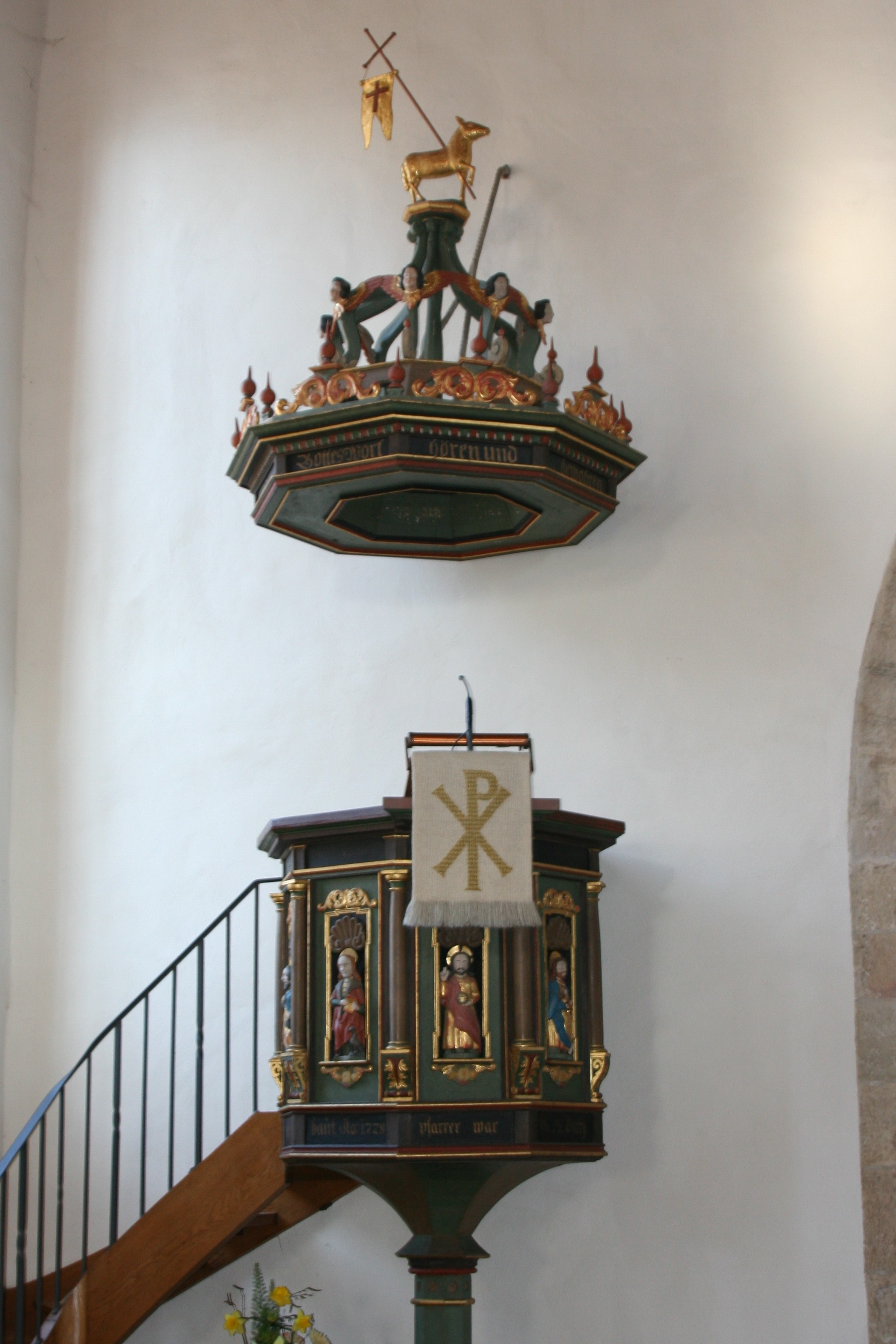
Barocke Kanzel von 1728

Am Abend des 5. August 1816 traf ein von Hagel begleiteter, verheerender Wirbelsturm Eberstadt und zerstörte auch das oberste, achteckige und aus Holz gefertigte Geschoss des Kirchturms. Aus Geldmangel wurde der Turm erst 1821 in seiner heutigen Gestalt mit Viereckabschluss und aufgesetzter Laterne wieder aufgebaut. Im selben Jahr wurde auch eine Turmuhr unterhalb der Glockenstube eingebaut, die 1922 einer neuen Uhr weichen musste. 1892 erfolgte eine durchgreifende Renovierung der Kirche unter Heinrich Dolmetsch, 1928 erneuerte der Architekt Hans Seytter den Innenraum. Nachdem die Kirche im Zweiten Weltkrieg durch Beschuss von Jagdbombern und die Explosion einer Fliegerbombe im Kirchhof südlich der Kirche beschädigt worden war, wurde sie in der unmittelbaren Nachkriegszeit durch Einsetzung neuer Fenster und Reparatur der beschädigten Dächer von Turm und Schiff zunächst gesichert. Die den Kirchhof abstützende hohe Mauer, die einzustürzen drohte, wurde 1949 abgebrochen und neu aufgebaut; der Kirchhof, der bis dahin als Schulgarten diente, wurde dabei zum Rasenplatz eingerichtet. Mit dem Abbruch der baufälligen Sakristei und ihrem verkleinerten Wiederaufbau begann 1952/53 unter Hannes Mayer eine erneute Renovierung, die ab 1961 von dem Architekten Heinz Klatte fortgeführt wurde und bis 1963 andauerte. Zunächst wurde der Kirchturm rundum renoviert und komplett neu mit Kupfer (statt zuvor Schiefer) eingedeckt, dann das Kirchenschiff teilweise neu eingedeckt und der Innenraum vollständig umgestaltet. Am Sonntag, den 1. März 1964 wurde die erneuerte Kirche eingeweiht.
Bei Nachforschungen zur Geschichte der Kirche entdeckte der Eberstädter Pfarrer Gerhard Eiselen (im Amt 1953 bis 1966) Akten und Urkunden, aus denen er schließen zu können glaubte, dass nicht der Evangelist Lukas, sondern in Wahrheit der Heilige Ulrich der Schutzpatron der Eberstädter Kirche war. 1964 wurde die Lukaskirche daher in Ulrichskirche umbenannt. Es ist unklar, ob die Nennung als Lukaskirche 1247 ein Irrtum bzw. eine spätere Fehldeutung war oder ob es im Lauf der Zeit beispielsweise bei einem Kirchenumbau zu einem Wechsel des Schutzpatrons kam. Möglich ist auch, dass die Akten, die Ulrich erwähnen, sich auf einen Ulrichsaltar beziehen.